# فابیو جونیور دوس سانتوس
فابیو جونیور دوس سانتوس (به پرتغالی: Fábio Júnior dos Santos) مهاجم اهل برزیل است که در شهر Nossa Senhora da Glória, Sergipe و در تاریخ ۶ اکتبر ۱۹۸۲ به دنیا آمده‌است.
فابیو جونیور دوس سانتوس در تیم‌های فوتبال Campinense سابقهٔ حضور دارد.